# Raïon de Kryvyï Rih
Le raïon de Kryvyï Rih (en ukrainien : Криворізький район) est un raïon (district) dans l'oblast de Dnipropetrovsk en Ukraine.
Avec le réforme administrative de 2020, le raïon a absorbé ces voisins.

## Lieux d'intérêt

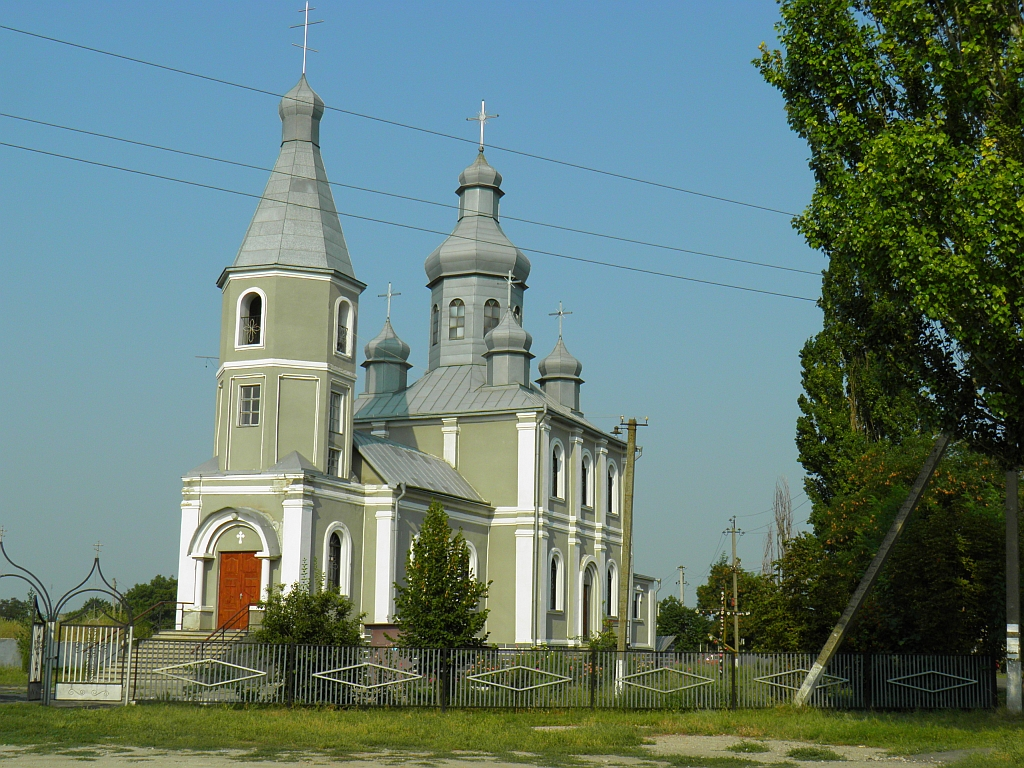
L'église de l'Intercession d'Apostovele, classée[1],
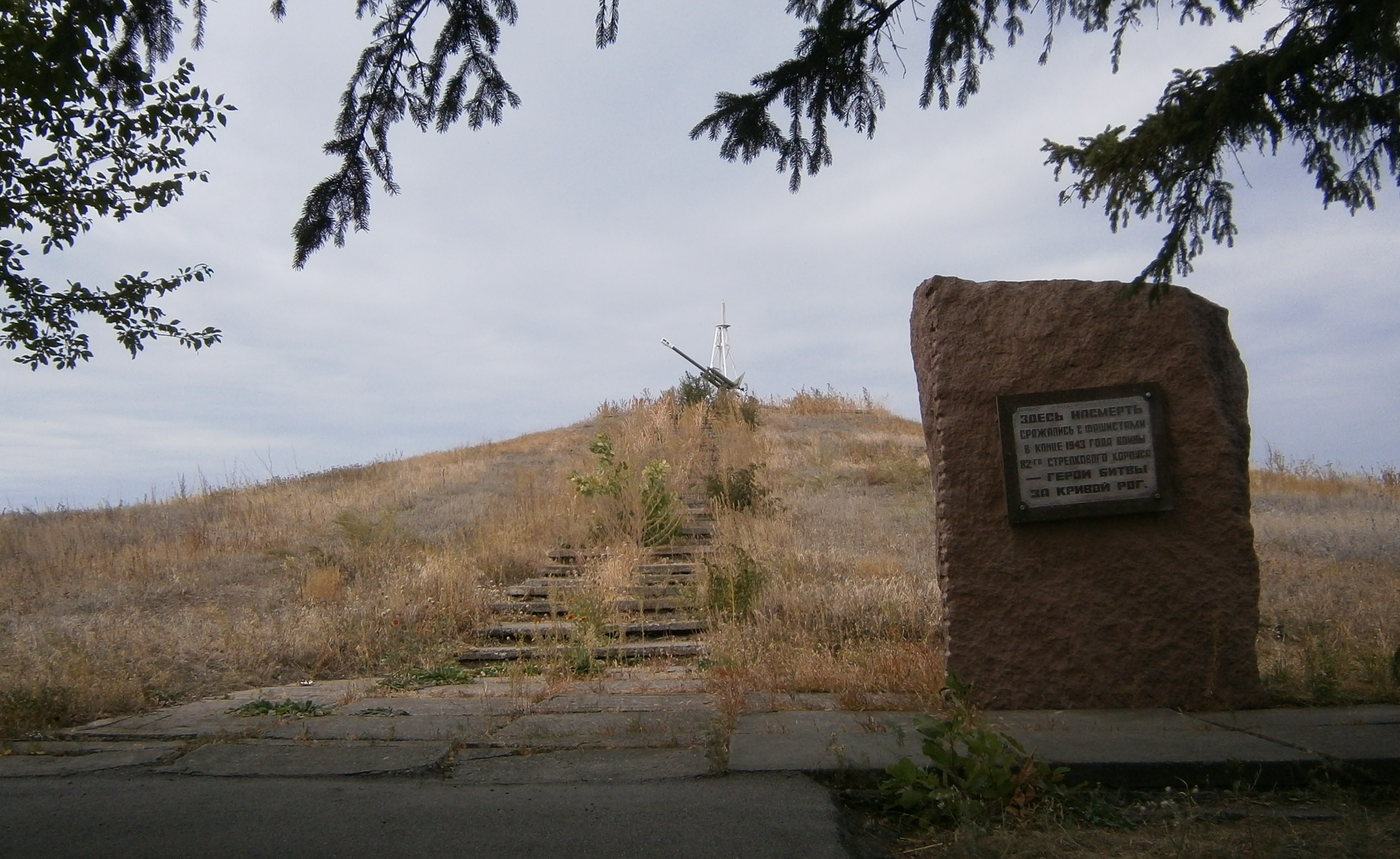
Mémorial de la bataille de Krivi-Rhi de 1943, classé[2],
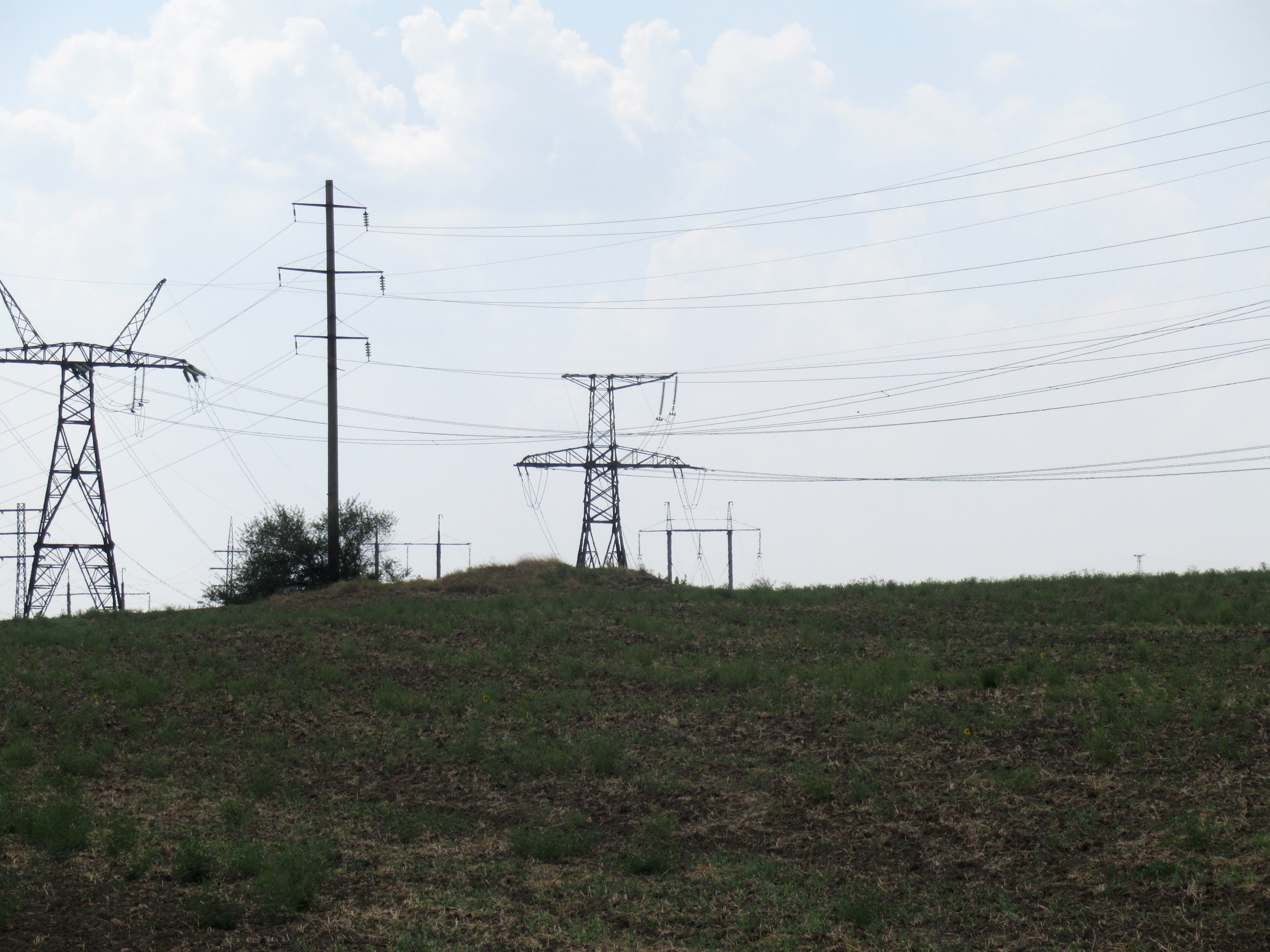
deux kourganes de Kamian-Pole, classé[3].
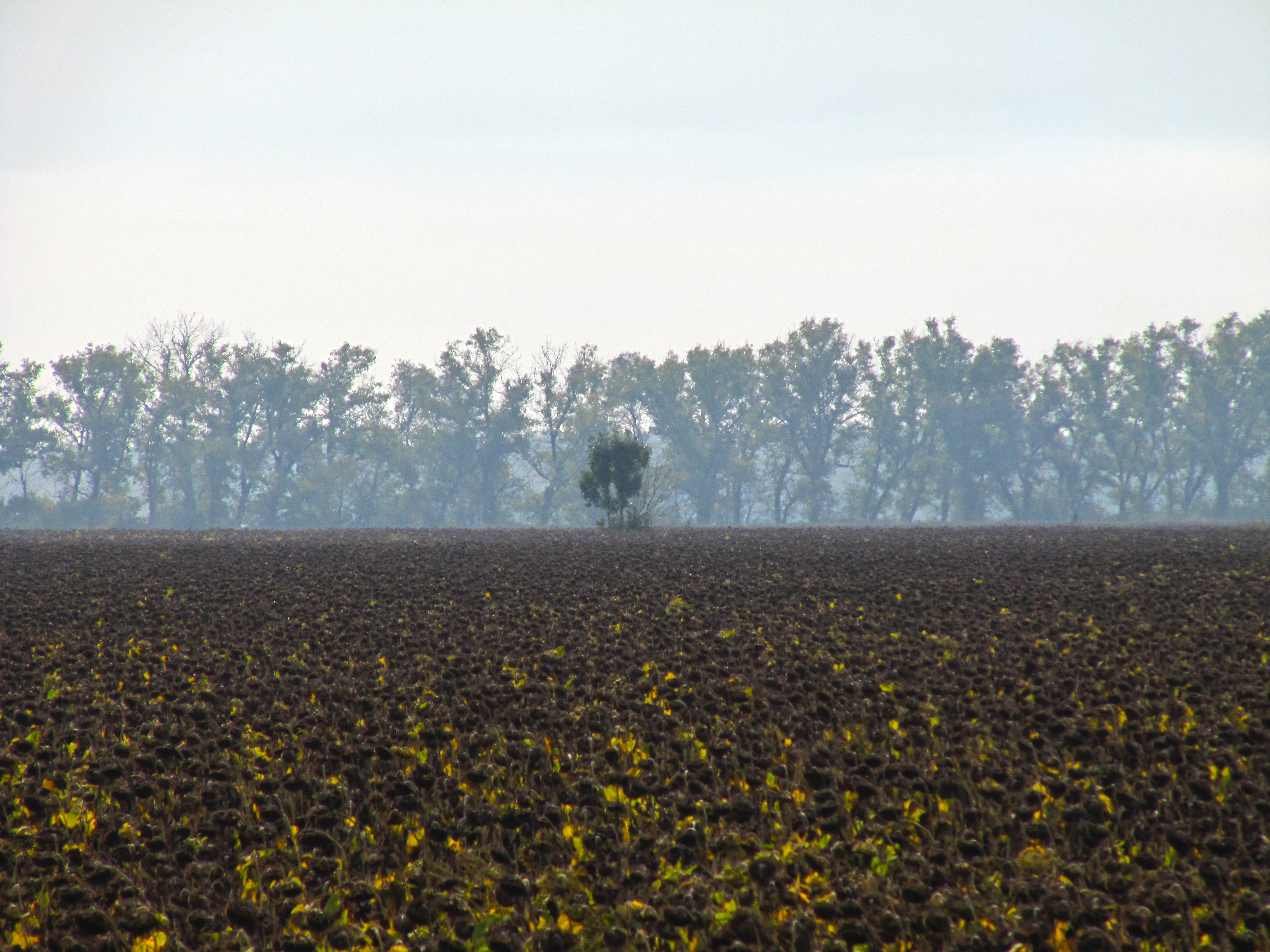
deux kourganes de Novy-Myr, classée[4],
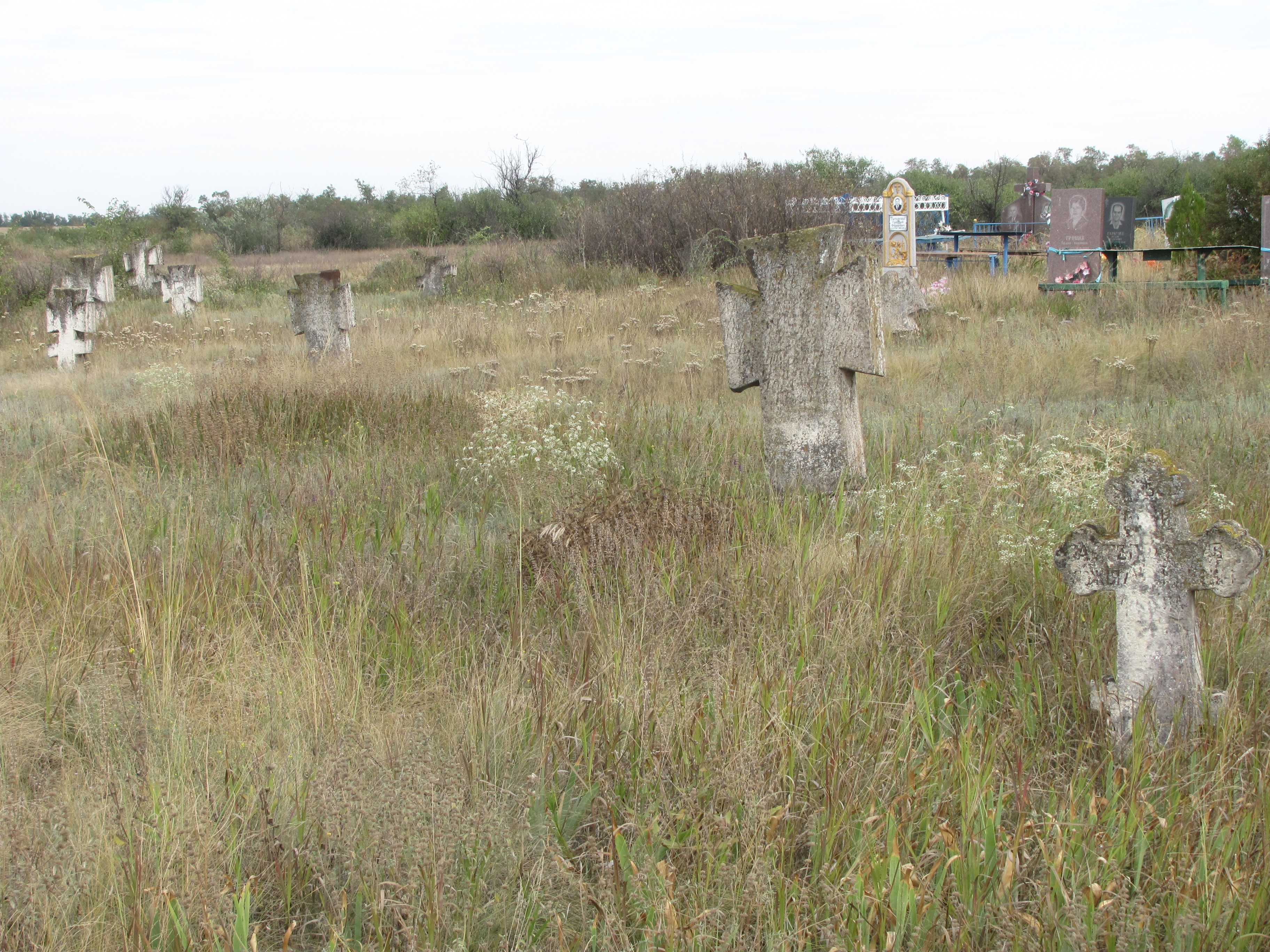
cimetière cosaque, Chestirnia classé[5].